# Криклій Владислав Артурович
Владислав Артурович Криклій (нар. 23 листопада 1986, Київ, УРСР) — український політик, міністр інфраструктури України з 29 серпня 2019 по 18 травня 2021. Начальник Головного сервісного центру МВС України з листопада 2015 року.

## Біографія
Народився 23 листопада 1986 року в Києві, батько — Артур Криклій, очільник «Інтербанку» з 1998 по 2009 рік, а з 2009 по 2011 рік– обласної дирекції «Промінвестбанку».
З 2004 по 2009 рік навчався у КНУ ім. Шевченка, магістр економічних наук. Кандидат економічних наук (2015). Тема дисертаційного дослідження — «Недержавні пенсійні фонди в системі пенсійного забезпечення в Україні».
Почав кар'єру з приватного сектора:
- З 2002 по 2008 рік був начальником відділу з роботи з цінними паперами на фондовому ринку в КБ «Інтербанк».
- З 2008 по 2010 рік працював в департаменті корпоративних фінансів в інвестиційній компанії «Аструм інвестиційний менеджмент».
- З 2011 по 2013 рік був директором ТОВ «Кіно-театр».

У 2014 році розпочав кар'єру в державних органах влади, ставши радником міністра МВС Авакова.
- З 2014 по 2015 рік був радником міністра МВС України.
- З березня по листопад 2015 року був  заступником начальника ДАІ (займався ліквідацією)[7].
- З листопада 2015 по серпень 2019 року був керівником Головного сервісного центру МВС.
- Очолював робочу групу з упровадження автоматичної фото- та відеофіксації ПДР в МВС.

## Політика
Кандидат у народні депутати від партії «Слуга народу», обраний на парламентських виборах 2019 року, № 12 у списку. Безпартійний.
Був кандидатом на посаду голови комітету з питань інфраструктури у Верховній Раді України IX скликання, але склав повноваження народного депутата у перший день роботи парламенту 9-го скликання 29 серпня 2019 року заради призначення в уряд Гончарука.

### Міністр інфраструктури України
29 серпня 2019 року ВРУ IX скликання на своєму першому засіданні проголосувала за новий склад Кабміну. Криклій став новим Міністром інфраструктури України.
Член Національної інвестиційної ради (з 24 грудня 2019).
24 березня 2021 року заступником Криклія став Артемій Єршов, бізнес-партнер Юлії Льовочкіної, сестри народного депутата від проросійської партії ОПЗЖ Сергія Льовочкіна.
14 травня 2021 року подав заяву про відставку. 18 травня ВРУ її підтримала.